# София диша
„София диша“ е многожанров фестивал, който се провежда в София.
Включва прояви в областта на музиката, танца, изящните и приложни изкуства, киното, театъра, архитектурата, дизайна, социалните и образователните инициативи и екологията. Води началото си от 2010 г.; първоначално се провежда през август, а впоследствие – и през други периоди на годината.
При зараждането на идеята за фестивала водещ мотив е да се осигури забавление през най-морския месец август за тези жители на София, които остават в града. След успешното начало и след институционалната подкрепа на Столичната община обаче проектът се разраства и включва следните прояви:
- Folk color София диша (април)
- Рециклатор София диша (юни)
- Лятна София диша (август)
- КВАРТ фест София диша (септември)
- Зимна София диша (декември)

От 2011 г. „София диша“ влиза в официалния културен календар на София като проект, подпомагащ кандидатурата на града за европейска столица на културата през 2019 г.